# Djuphiren
Djuphiren är en sjö i Katrineholms kommun i Södermanland och ingår i Nyköpingsåns huvudavrinningsområde. Sjöns area är 0,067 kvadratkilometer och den är belägen 82 meter över havet.